# Raffaele Montagna
Raffaele Montagna (Lucera, 24 dicembre 1884 – 11 settembre 1948) è stato un magistrato italiano.

## Biografia
Entrato in magistratura, fu nominato nel 1910 giudice del tribunale di Roma. Fu poi addetto alle legazioni diplomatiche di Berna (1918-1919) e di Vienna (1920-1923), assumendo successivamente la veste di consulente giuridico del Ministero degli affari esteri.
Nominato consigliere onorario di legazione dal governo italiano, fu da questo delegato alle conferenze sul diritto internazionale dell'Aja (nel 1925 e nel 1928): ne conseguì anche la nomina, nel 1928, a presidente del tribunale amministrativo della Società delle Nazioni.
Fu agente italiano alla commissione di arbitrato italo-turco di Costantinopoli (1928), presso la Corte permanente di giustizia dell'Aja (nel caso dei fosfati marocchini, tra il 1934 ed il 1938) e presso la commissione di conciliazione italo-greca (affare Modiano del 1939). Nel 1935 fu uno dei due arbitri di nomina italiana per la Commissione di arbitrato della Società delle Nazioni che si occupò dell'incidente di Ual Ual con l'Etiopia.
Nominato al Consiglio di Stato nel 1924 come referendario (dal 1930 vi rimase come consigliere di Stato, indi rivestì la carica di presidente di sezione), il 3 settembre 1944 fu nominato dal Presidente del Senato nella commissione per l'epurazione del personale amministrativo del Senato del Regno, composta - oltre a lui - da Fortunato Pintor e Giulio Mantovani.
Dopo le dimissioni da Presidente del Senato di Tomasi della Torretta, rassegnate con la cessazione del Senato dalle sue funzioni, fu emanato dal Governo il decreto 5 settembre 1946, n. 117, con cui i servizi amministrativi del Senato furono affidati a Raffaele Montagna, nella qualità di commissario e con tutte le funzioni amministrative proprie del Presidente.
Al termine del periodo di commissariamento, la Segreteria generale del Senato fu nuovamente conferita a Domenico Galante, che proprio la commissione per l'epurazione aveva assolto da tutti gli addebiti.